# Hols kommun, Nordland
Hols kommun (norska: Hol kommune) var en kommun i Nordland fylke i norra Norge. Kommunen omfattade den sydöstra delen av nuvarande Vestvågøy kommun. Tätorten Stamsund utgjorde kommunens centralort.

## Administrativ historik
Hols kommun upprättades den 1 juli 1919 genom utbrytning ur Buksnes kommun. Kommunen hade 2 272 invånare vid upprättandet.
Den 1 januari 1963 gick kommunen, tillsammans med kommunerna Borge, Buksnes och Valberg, upp i Vestvågøy kommun. Kommunens hade då 3 154 invånare.